# Европски центар за права Рома
Европски центар за права рома je међународна организација за право јавног интереса коју воде Роми и која се бави низом активности усмерених на борбу против ромског расизма и кршења људских права Рома. Приступ европског центра за права рома укључује, посебно, стратешке спорове, међународно заговарање, истраживање и развој политика, производњу вести усмерену на људска права и обуку ромских активиста. Европски центар за права рома је члан Хелсиншког одбора за људска права и има консултативни статус у Савету Европе као и у економском и социјалном савету Организације уједињених нација. Организација је основана 1996. године у Будимпешти, а сада има седиште у Бриселу.
Европски центар за права рома је израдио извештај „Роми у проширеној Европској унији”, који је један од најутицајнијих политичких докумената о Ромима до данас, а објавио га је генерални директорат за запошљавање и социјална питања Европске комисије. Европски центар за права рома је утицао на проширење Европске уније притиском на земље кандидате да се придржавају критеријума из Копенхагена и осигуравајући да је ситуација са Ромима приоритетно питање. Европски центар за права рома често подноси извештаје комитетима Уједињене нације, попут комитета за уклањање расне дискриминације или дискриминације жена о ситуацији Рома. Европски центар је ромско питање осветлио јавности и помогао у развоју политика, али једна од његових најважнијих функција је едукација ромских активиста о томе које правце деловања имају отворене и које могу предузети. Такође, обучава активисте да своја права остварују као средство за борбу против дискриминације.
Европски центар за права рома је добио предмете против Француске, Грчке, Италије и (два пута) Бугарске пред Европским комитетом за социјална права.
Од свог оснивања, Европски центар за права рома је преузео преко хиљаду случајева који се односе на права Рома, а тренутно има више од сто у раду на националним и међународним судовима.
Током 2016. године Европски центар за права рома је постао организација са већинским ромским становништвом, а 2018. покренуо је своје волонтерско одељење „Бранитељи права Рома”.
Европски центар за права рома је добитник бројних награда за људска права, укључујући Груберову награду за правду 2009. године, Стокхолмску награду за људска права 2012. и награду Раул Валенберг 2018. године.